# Robert Lindsay
Robert Lindsay (nació como Robert Lindsay Stevenson el 13 de diciembre de 1949) es un actor inglés conocido por su trabajo en teatro y televisión, incluyendo apariciones con la Royal Shakespeare Company, y en el teatro musical, y sus papeles como Wolfie Smith en Citizen Smith, Ian Frazier en Wimbledon y Ben Harper en My Family. Ha ganado un premio BAFTA, un Premio Tony y tres Premios Olivier por su trabajo.